# فاندر فييرا
فاندر ساكرامينتو فييرا (باللغة البرتغالية:Vander Sacramento Vieira) لاعب كرة قدم برازيلي مواليد 3 أكتوبر 1988 .
و لعب سابقاً في نادي الشارقة ونادي عجمان والعربي الإماراتي.

## روابط خارجية
- فاندر ساكرامينتو فييرا على موقع قاعدة بيانات كرة القدم.إي يو (الإنجليزية)
- فاندر ساكرامينتو فييرا على موقع ليكيب (الفرنسية)
- فاندر ساكرامينتو فييرا على موقع Soccerway.com (الإنجليزية)
- فاندر ساكرامينتو فييرا على موقع AS.com (الإسبانية)